# Gülcan Arslan
Gülcan Arslan (Karasu, 1º maggio 1986) è un'attrice turca.

## Biografia
Gülcan Arslan è nata il 1º maggio 1986 nel distretto di Karasu, in provincia di Sakarya (Turchia), è seconda di una famiglia di tre figli.

## Carriera
Gülcan Arslan ha studiato teatro presso il centro culturale Sadri Alışık e in seguito ha iniziato a recitare in diverse serie televisive e spot pubblicitari. Nel 2007 ha fatto la sua prima apparizione come attrice sul piccolo schermo con il ruolo di Canan nella serie in onda su TRT 1 Sardunya Sokak. L'anno successivo, nel 2008, ha interpretato il ruolo di Mine Pekmezci nella serie in onda su Kanal D Hepimiz Birimiz İçin e quello di Zehra nella serie in onda su Show TV Sınıf. Nello stesso anno ha recitato nella serie in onda su ATV Gurbet Kuşları.
Nel 2009 è apparsa nella serie in onda su TRT 1 Kafkas ed ha ottenuto il ruolo di Figen nella serie in onda su Show TV Kahramanlar. Nel 2011 ha fatto il suo esordio al cinema con il ruolo di Entel nel film Entelköy Efeköy'e Karşı diretto da Yüksel Aksu. Nello stesso anno ha ricoperto il ruolo di Leyla Açıkalın nella serie in onda su ATV Her Şeye Rağmen. Nel 2011 e nel 2012 è stata scelta per interpretare il ruolo di Mine Şenoğlu Gürhan nella serie in onda prima su Kanal D e in seguito su Star TV Bir Çocuk Sevdim.
Nel 2013 è entrata a far parte del cast della serie in onda su Samanyolu TV Nizama Adanmış Ruhlar - Ekip 1. Nel 2013 e nel 2014 è stata scritturata per interpretare il ruolo di Leyla Candaş nella serie in onda su Kanal D Arka Sokaklar. Nel 2014 ha ricoperto il ruolo di Saliha Tezhanlı nella serie in onda su Fox Günahkar. Nel 2015 e nel 2016 ha ottenuto il ruolo di Fahriye Sultan nella serie in onda su Star TV Il secolo magnifico: Kösem (Muhteşem Yüzyıl: Kösem). Nel 2017 ha preso parte al cast della serie in onda su ATV Ölene Kadar, nel ruolo di Beril Karalı.
Nel 2019 ha interpretato il ruolo di Nihal Taştan nella serie in onda su ATV Zengin ve Yoksul. Nel 2021 ha ottenuto il ruolo di Nesrin / Gülbin Göksu nella serie in onda su TV8 My Home My Destiny (Doğduğun Ev Kaderindir), insieme agli attori Demet Özdemir, Engin Öztürk e Zuhal Gencer. Nello stesso anno ha ricoperto il ruolo di Despina nella serie in onda su TRT 1 Barbaroslar: Akdeniz'in Kılıcı. Nel 2022 è apparsa con il ruolo di Perla nel cortometraggio Ruins: Episode 1 - Golden Immortal diretto da Emir Mavitan. Nel 2024 è entrata a far parte del cast della web serie di Netflix Kimler Geldi, Kimler Geçti, nel ruolo di Defne.

## Filmografia

### Cinema
- Entelköy Efeköy'e Karşı, regia di Yüksel Aksu (2011)

### Televisione
- Sardunya Sokak – serie TV (TRT 1, 2007)
- Hepimiz Birimiz İçin – serie TV (Kanal D, 2008)
- Sınıf – serie TV, 6 episodi (Show TV, 2008)
- Gurbet Kuşları – serie TV (ATV, 2008)
- Kafkas – serie TV (TRT 1, 2009)
- Kahramanlar – serie TV, 10 episodi (Show TV, 2009)
- Her Şeye Rağmen – serie TV (ATV, 2011)
- Bir Çocuk Sevdim – serie TV, 39 episodi (Kanal D, Star TV, 2011-2012)
- Nizama Adanmış Ruhlar - Ekip 1 – serie TV, 16 episodi (Samanyolu TV, 2013)
- Arka Sokaklar – serie TV, 43 episodi (Kanal D, 2013-2014)
- Günahkar – serie TV, 7 episodi (Fox, 2014)
- Il secolo magnifico: Kösem (Muhteşem Yüzyıl: Kösem) – serie TV, 14 episodi (Star TV, 2015-2016)
- Ölene Kadar – serie TV, 13 episodi (ATV, 2017)
- Zengin ve Yoksul – serie TV, 8 episodi (ATV, 2019)
- My Home My Destiny (Doğduğun Ev Kaderindir) – serie TV, 6 episodi (TV8, 2021)
- Barbaroslar: Akdeniz'in Kılıcı – serie TV, 9 episodi (TRT 1, 2021)

### Web TV
- Thank You, Next (Kimler Geldi, Kimler Geçti) – web serie (Netflix, 2024)

### Cortometraggi
- Ruins: Episode 1 - Golden Immortal, regia di Emir Mavitan (2022)

## Doppiatrici italiane
Nelle versioni in italiano dei suoi film e delle sue serie TV, Gülcan Arslan è stata doppiata da:
- Federica De Bortoli[31] in My Home My Destiny[32]